# زهرة الحواشي السلسلية
زهرة الحواشي السلسلية (باللاتينية: Veronica catenata) نوع نباتي يتبع جنس زهرة الحواشي من الفصيلة الحملية. كانت تصنف سابقًا ضمن الفصيلة الغدبية.

## الموئل والانتشار
موطنها المغرب العربي ومعظم مناطق أوروبا تقريبًا.